# Vickers Wellington
De Vickers Wellington was een tweemotorige Britse bommenwerper, ontworpen tijdens de jaren dertig door Vickers-Armstrong. Dit vliegtuigtype werd tijdens de beginjaren van de Tweede Wereldoorlog als nachtbommenwerper gebruikt, totdat het in deze rol vervangen werd door zwaardere viermotorige bommenwerpers, zoals de Avro Lancaster. Hierna werd het toestel voornamelijk ingezet in de strijd tegen Duitse duikboten. Het was de enige Britse bommenwerper die de hele oorlog lang geproduceerd werd. Uiteindelijk werden er ruim 11.000 geproduceerd, in meerdere varianten.

## Landen in dienst
- Australië
- Canada
- Duitsland
- Frankrijk
- Griekenland
- Nieuw-Zeeland
- Polen
- Portugal
- Tsjecho-Slowakije
- Verenigd Koninkrijk
- Zuid-Afrika